# Jan Sergiusz Gajek
Jan Sergiusz Gajek MIC (ur. 8 lutego 1949) – polski prezbiter katolicki, marianin, wizytator apostolski
dla wiernych obrządku bizantyjskiego na Białorusi w latach 1993–2023, od 2023 administrator apostolski dla wiernych obrządku bizantyjskiego na Białorusi, zwierzchnik Kościoła katolickiego obrządku bizantyjsko-białoruskiego, jedyny archimandryta omoforny w Kościele katolickim.

## Życiorys
Studiował na Katolickim Uniwersytecie Lubelskim i Papieskim Instytucie Studiów Wschodnich („Orientale”) w Rzymie, dr nauk humanistycznych KUL, specjalista w zakresie teologii ekumeniczno-porównawczej, teologii kościołów wschodnich, pracownik Katedry Teologii Prawosławnej Instytutu Ekumenicznego KUL: asystent (21 listopada 1983 – 30 września 1985), adiunkt (1 października 1985 – 30 września 1994), starszy wykładowca (1 października 1994 – 30 września 1999); trirytualista, w latach 1993–2023 wizytator apostolski dla grekokatolików na Białorusi z ramienia Kongregacji ds. Kościołów Wschodnich, od 1996 archimandryta, zwierzchnik Kościoła katolickiego obrządku bizantyjsko-białoruskiego. 30 marca 2023 papież Franciszek podniósł tę strukturę na Białorusi do rangi administratury apostolskiej, a jego mianował jej pierwszym administratorem, jednak bez przyjęcia chirotonii biskupiej.

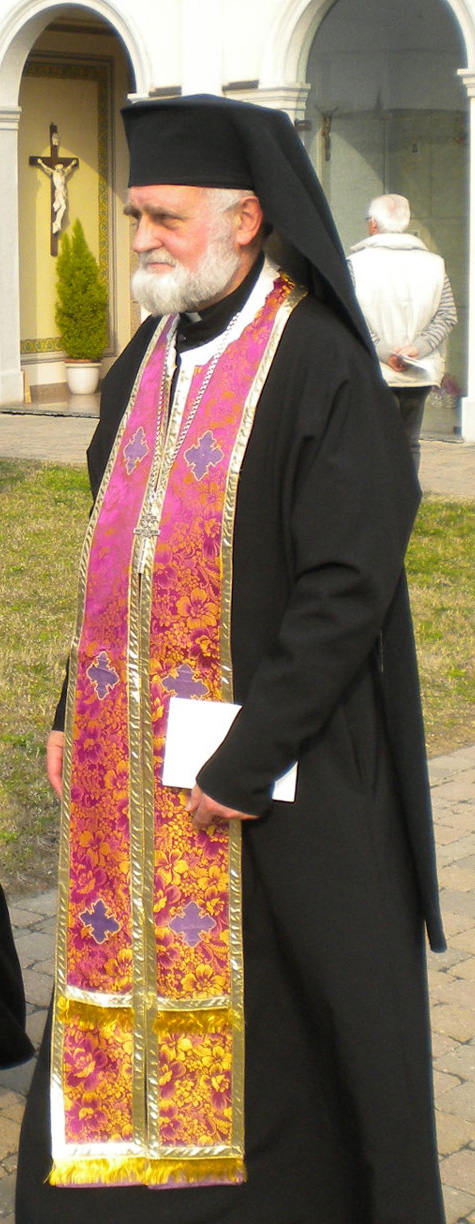
Jan Sergiusz Gajek, 2012.

## Wybrane publikacje
- Matka Jezusa pośród Kościoła (współautor)
- Cyryl i Metody – apostołowie i nauczyciele Słowian (2 tomy) (współredaktor)
- Chrystus zwyciężył. Wokół Chrztu Rusi Kijowskiej. Warszawa 1989 (współredaktor)
- Matka Jezusa pośród pielgrzymującego Kościoła. Warszawa 1993 (współredaktor)
- Powszechna Cerkiew Bogurodzicy. Nowy fenomen na rosyjskiej scenie religijnej. Lublin 1993
- Świadectwo Kościoła Katolickiego w systemie totalitarnym Europy Środkowo-Wschodniej. Księga Kongresu Teologicznego Euro-py Środkowo-Wschodniej. KUL 11–15 sierpnia 1991. Lublin 1994
- Ku chrześcijaństwu jutra. Wprowadzenie do ekumenizmu. Lublin: TN KUL 1995 (współautor)
- Teologia i kultura duchowa Starej Rusi (współautor)

Ponadto redaktor serii naukowych Parakletos i Theotokos w Wydawnictwie Księży Marianów.